# Isabelle Buret
Isabelle Buret, geboren als Isabelle Urbin (geboren vor 1990) ist eine französische Ingenieurin, die sich auf Telekommunikation und Raumfahrttechnik spezialisiert hat.

## Leben
1990 schloss Isabelle Buret ihr Studium an der Télécom ParisTech ab und verbrachte anschließend zwei Jahre in Japan als Gastwissenschaftlerin im japanischen Labor für Satellitenkommunikation der Nippon Telegraph and Telephone. Nach ihrer Rückkehr 1993 ging sie zu Alcatel Espace, wo sie für die Systemtechnik des Globalstar-Projekts verantwortlich war. 1996 arbeitete sie dort als Embedded Digital Design Engineer. 1999 wechselte sie zu Thales Alenia Space, wo sie für die Forschung in den Bereichen Telekommunikation und Navigationssysteme zuständig war. Im Jahr 2010 war sie Leiterin der Forschung und Entwicklung für Telekommunikation und Managerin für die Produktpolitik. Im Jahr 2013 wurde sie zum Program Design Authority des Iridium Satellitenprogramms von Thales Alenia Space ernannt.
Isabelle Buret ist Autorin von zahlreichen Veröffentlichungen und einigen Patenten. Sie hat sich für einen gestiegenen Frauenanteil in ihren Teams eingesetzt.

## Auszeichnungen
- 2012: Irène-Joliot-Curie-Preis in der Kategorie „Parcours Femme Entreprise“[2]
- 2013: Ritterin der Ehrenlegion[6]
- 2013: La Tribune Women’s Awards in der Kategorie Industrie[1]